# 화선

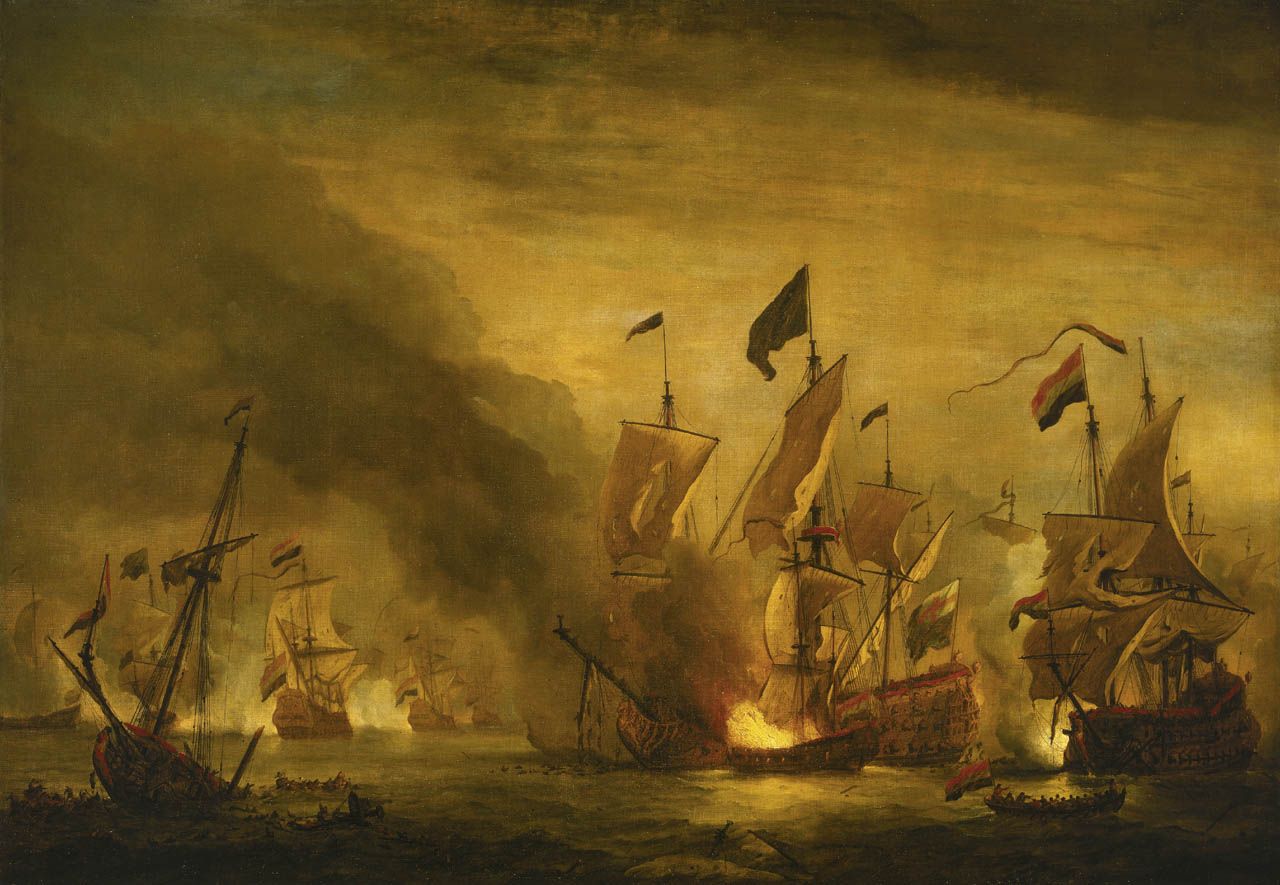
1672년 솔베이 해전에서 영국군 기함 로열 제임스에 대한 네덜란드의 화선 공격, 윌렘 반 데 벨트 作

화선(火船, Fire ship)은 가연성 물질과 폭발물을 적재하고 적 함선과 충돌 공격을 하는 배로 활용된 배로 화공선이라고도 불린다. 배를 파괴하거나, 적군에게 혼란을 주거나, 진법을 깨뜨리는 용도로 사용되었다.

## 역사

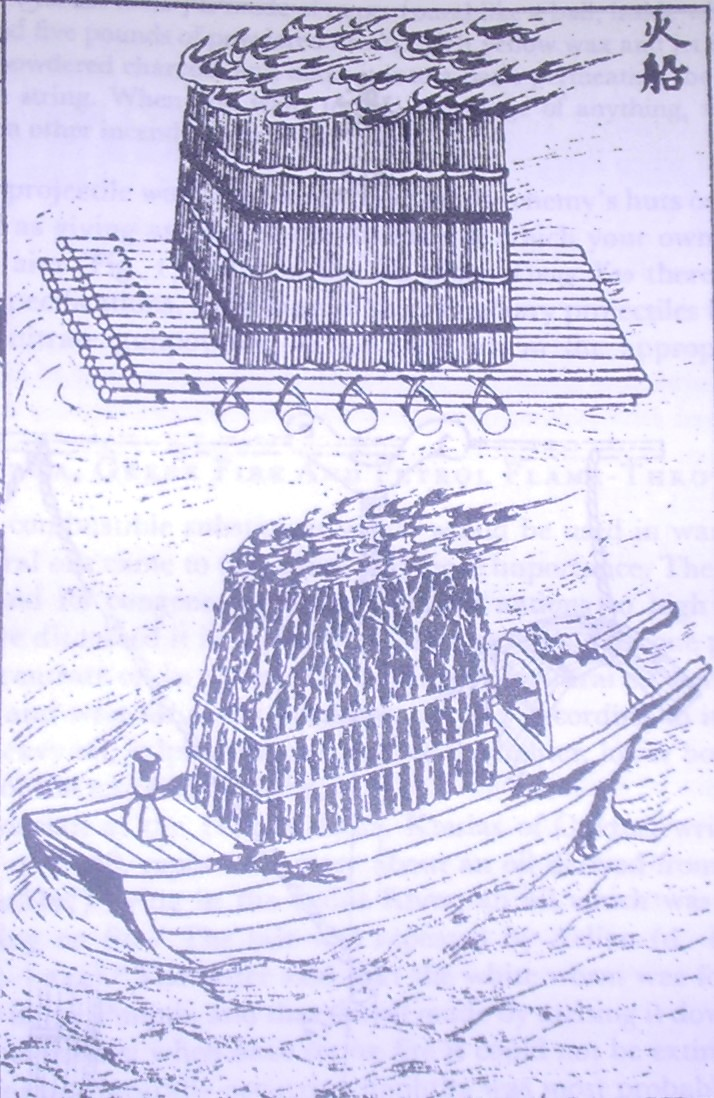
11세기 쓰여진 중국의 병법서 무경총요에 등장한 화선의 예

화선의 역사는 아마도 해전사의 초창기에 존재했었다고 생각되지만, 이런 종류의 선박이 탄생한 시기와 지역은 알려져 있지 않다. 초기의 화선을 사용한 유명한 예로 208년의 적벽대전에서 황개의 계략으로 정박해 조조 군의 함선이 화선 공격을 받아 다수의 손실을 입었다. 지중해의 갤리선에 의한 해전에서도 종종 사용되었다. 당시의 화선은 소형 선박에 짚 등의 인화성 물질을 싣고 불을 붙여 바람이나 조류의 상류에서 방류하여 적의 함선에 충돌시키는 형태였다. 또한 배의 갑판에 기름을 발라 쉽게 불이 붙을 수 있도록 했다.
13세기 이후 화약을 사용할 수 있게 되면서 화선에 화약이 실리게 되었다. 화약을 탑재할 경우 선체 충돌 시간에 맞춰 화약에 인화할 수 있도록 도화선이 사용되었다. 그러나 적의 함선이 화선 공격에서 벗어날 수 있었기 때문에 승무원은 가능한 한 화선을 적 함선의 선체에 가까이 접근해야 했다.
서양에서는 해전의 주역이 갤리선에서 범선에 옮겨가면서 더 화선이 중용되게 되었다. 아르마다 해전에서는 조밀한 스페인 함대에 잉글랜드 군의 화선이 사용되며 직접 전과는 없었지만, 큰 혼란을 불러일으키면서 잉글랜드가 승리하는 계기가 되었다. 팔십년 전쟁(소위 네덜란드 독립 전쟁)에서 네덜란드군이 대량의 화약을 실은 거대한 화선을 사용하여 전과를 올렸다.(헬버너 참조)
화선 전술은 17세기 중반의 영국-네덜란드 전쟁에서 정점에 달했다. 제1차 영국-네덜란드 전쟁에서 적의 함대에 대해 단순히 바람을 타고 흘려보내는 것만으로는 쉽게 요격하거나 회피하는 등 전과가 부족했다. 그러나 제2차 영국-네덜란드 전쟁에서는 고정적인 목표를 노리고 사용되었고, 게다가 방해를 제거하기 위해 호위함과 함께 운용하는 등 정교하게 사용함으로써 여러 해전에서 성공을 거둘 수 있었다.
18세기가 되면서 서양의 화포의 발달과 군함의 운동성 향상, 질서정연한 함대 기동의 발전 등으로 인해 화선의 전술적 효과는 떨어졌다. 미국 독립 전쟁에서 정박 중인 함선에 대한 공격 수단으로 밖에 효력을 발휘하지 못하고 점차 사라졌다. 다만 유력한 군함을 정비할 수 없는 세력에게는 기습적 전술로서 가치가 남았다. 그리스 독립 전쟁에서 그리스군은 아스팔트 등과 같은 가연성 물질을 가득 실은 화선이 상당한 규모로 사용되었고 상당한 전과를 올렸다.
제2차 세계 대전에서는 화약을 탑재한 소형 선체충돌선을 사용한 예가 있었다. 이탈리아 해군이 수다만 습격에서 중순양함 ‘HMS 요크’를 격파하는데 성공한 사례와 일본이 특공 병기로 정비한 신요(震洋) 등이 존재한다. 영국은 독일군의 영국 본토 상륙 작전에 대항하기 위해 독일군이 준비 중인 상륙용 주정을 화선으로 태워버릴 계획을 세운 루시드 작전을 수립했지만, 실행되지 못했다. 또한 1942년의 생나제르 강습 작전에서는 노후한 구축함 ‘캠벨타운’(HMS Campbeltown)에 폭약을 탑재하여 화선으로 도크 공격에 투입되어 도크 전체를 파괴하는데 성공했다.
2000년에는 USS 콜 사건에서 화약을 탑재한 자살 폭탄 보트가 사용되었다. 화선을 대체할 무기로는 미국 독립 전쟁 중 외장 기뢰를 장착한 어뢰정이 탄생했다. 이후 어뢰와 대함미사일의 개발로 선체충돌의 필요성이 없어졌다. 그러나 앞에서 말한 바와 같은 소형 선체를 이용해 충돌시키는 예가 이후에도 종종 있어왔다.

## 화선이 사용된 주요 전투
- 적벽대전
- 포양호 수전
- 무적함대
- 제2차 트리폴리 항구 전투
- 채리엇 작전